# Mamillopora cupula
Mamillopora cupula är en mossdjursart som beskrevs av Smitt 1873. Mamillopora cupula ingår i släktet Mamillopora och familjen Mamilloporidae.
Artens utbredningsområde är Mexikanska golfen. Inga underarter finns listade i Catalogue of Life.